# Derek Bickerton
Pour les articles homonymes, voir Bickerton.
Derrick Bickerton, né le 25 mars 1926 et mort le 5 mars 2018) est linguiste et professeur à l'université d'Hawaï à Honolulu. Il a étudié les créoles en Guyana et à Hawaii, et il a conclu que le processus de créolisation peut aider à comprendre et l'acquisition de la langue chez les enfants et l'évolution de la faculté du langage chez les humains.

## Observations sur l'évolution du langage créole
Dans son livre Roots of Language, Bickerton s'essaie à une théorie visant à répondre à trois questions :
1. Comment le créole a-t-il été créé ?
2. Comment les enfants apprennent la langue ?
3. Comment la faculté de langage est une distinction de l'espèce humaine ?

Dans Language and Species, il émet une proposition qui permettrait de répondre à ces trois questions. L'origine du langage pourrait être obtenue en retraçant l'évolution des systèmes représentatifs et de la pensée symbolique. Les modèles mentaux ont pu évoluer à partir de facultés communicatives primitives puis continuer leur évolution en parallèle.
Avec William Calvin, dans Lingua ex Machina, il revoit sa théorie. Ils prennent en compte les fondations biologiques de la représentation symbolique et son influence sur l'évolution du cerveau.